# CONCACAF Champions League 2020
De CONCACAF Champions League 2020 was de twaalfde editie van de CONCACAF Champions League, een jaarlijks voetbaltoernooi voor clubs uit Noord- en Centraal-Amerika en de Caraïben, georganiseerd door de CONCACAF. Sinds 2015 is de officiële naam van het toernooi Scotiabank CONCACAF Champions League.
Op 12 maart 2020 besloot de CONCACAF vanwege de Coronapandemie het toernooi met directe ingang staken. Op 2 november 2020 werd bekendgemaakt dat het toernooi wordt uitgespeeld in het  Exploria Stadium te Orlando, Florida in de Verenigde Staten. van 15 tot 22 december 2020.

## Schema
| Toernooi         | Loting                                | Ronde        | 1e wedstrijd                         | 2e wedstrijd                         |
| ---------------- | ------------------------------------- | ------------ | ------------------------------------ | ------------------------------------ |
| CONCACAF League  | 30 mei 2019 Guatemala City, Guatemala |              |                                      |                                      |
| CONCACAF League  | 30 mei 2019 Guatemala City, Guatemala | Voorronde    | 30 juli - 1 augustus 2019            | 6-8 augustus 2019                    |
| CONCACAF League  | 30 mei 2019 Guatemala City, Guatemala | Laatste 16   | 20-22 augustus 2019                  | 27-29 augustus 2019                  |
| CONCACAF League  | 30 mei 2019 Guatemala City, Guatemala | Kwartfinale  | 24-26 september 2019                 | 1-3 oktober 2019                     |
| CONCACAF League  | 30 mei 2019 Guatemala City, Guatemala | Halve finale | 22-24 oktober 2019                   | 29-31 oktober 2019                   |
| CONCACAF League  | 30 mei 2019 Guatemala City, Guatemala | Finale       | 6 november 2019                      | 26 november 2019                     |
| Champions League | 9 december 2019 Mexico-Stad , Mexico  | Laatste 16   | 18-20 februari 2020                  | 25-27 februari 2020                  |
| Champions League | 9 december 2019 Mexico-Stad , Mexico  | Kwartfinale  | 10-11 maart 2020 15-16 december 2020 | 17-19 maart 2920 15-16 december 2020 |
| Champions League | 9 december 2019 Mexico-Stad , Mexico  | Halve finale | 7-9 april 2020 19 december 2020      | 14-16 april 2020 Niet gespeeld       |
| Champions League | 9 december 2019 Mexico-Stad , Mexico  | Finale       | 28-30 april 2020 22 december 2020    | 5-7 mei 2020 Niet gespeeld           |

## CONCACAF Champions League
| Tweede fase (Champions League) | Tweede fase (Champions League) | Tweede fase (Champions League) | Tweede fase (Champions League) |
| ------------------------------ | ------------------------------ | ------------------------------ | ------------------------------ |
| Club América                   | Tigres UANL                    | Cruz Azul                      | Club León                      |
| Atlanta United                 | New York City FC               | Los Angeles FC                 | Seattle Sounders               |
| Montreal Impact                | Portmore United FC             | CD Motagua                     | CD Olimpia                     |
| Deportivo Saprissa             | Alianza FC                     | AD San Carlos                  | CSD Comunicaciones             |

## Speelschema
|  | 1/8 finale         | 1/8 finale     | 1/8 finale |                 |      | kwartfinale | kwartfinale | kwartfinale |  |  | halve finale | halve finale | halve finale |  |  | finale | finale |
|  |                    |                |            |                 |      |             |             |             |  |  |              |              |              |  |  |        |        |
|  |                    |                |            |                 |      |             |             |             |  |  |              |              |              |  |  |        |        |
|  |                    |                |            |                 |      |             |             |             |  |  |              |              |              |  |  |        |        |
|  | Deportivo Saprissa | 2              | 0          |                 |      |             |             |             |  |  |              |              |              |  |  |        |        |
|  | Deportivo Saprissa | 2              | 0          |                 |      |             |             |             |  |  |              |              |              |  |  |        |        |
|  | Montreal Impact    | 2              | 0          |                 |      |             |             |             |  |  |              |              |              |  |  |        |        |
|  | Montreal Impact    | 2              | 0          | Montreal Impact | 1    |             |             |             |  |  |              |              |              |  |  |        |        |
|  |                    |                |            | Montreal Impact | 1    |             |             |             |  |  |              |              |              |  |  |        |        |
|  |                    | Olimpia        | 2          |                 |      |             |             |             |  |  |              |              |              |  |  |        |        |
|  | Olimpia            | Olimpia        | 2          | 2               | 2(4) |             |             |             |  |  |              |              |              |  |  |        |        |
|  | Olimpia            |                |            |                 | 2(4) |             |             |             |  |  |              |              |              |  |  |        |        |
|  | Seattle Sounders   | 2              | 2(2)       |                 |      |             |             |             |  |  |              |              |              |  |  |        |        |
|  | Seattle Sounders   | 2              | 2(2)       |                 |      |             |             |             |  |  |              |              |              |  |  |        |        |
|  |                    |                |            |                 |      |             |             |             |  |  |              |              |              |  |  |        |        |
|  |                    |                |            |                 |      |             |             |             |  |  |              |              |              |  |  |        |        |
|  | San Carlos         | 3              | 0          |                 |      |             |             |             |  |  |              |              |              |  |  |        |        |
|  | San Carlos         | 3              | 0          |                 |      |             |             |             |  |  |              |              |              |  |  |        |        |
|  | New York City      | 5              | 1          |                 |      |             |             |             |  |  |              |              |              |  |  |        |        |
|  | New York City      | 5              | 1          | New York City   |      |             |             |             |  |  |              |              |              |  |  |        |        |
|  |                    |                |            |                 |      |             |             |             |  |  |              |              |              |  |  |        |        |
|  |                    | Tigres UANL    |            |                 |      |             |             |             |  |  |              |              |              |  |  |        |        |
|  | Alianza            | 2              | 2          |                 |      |             |             |             |  |  |              |              |              |  |  |        |        |
|  | Alianza            | 2              | 2          |                 |      |             |             |             |  |  |              |              |              |  |  |        |        |
|  | Tigres UANL        | 1              | 4          |                 |      |             |             |             |  |  |              |              |              |  |  |        |        |
|  | Tigres UANL        | 1              | 4          |                 |      |             |             |             |  |  |              |              |              |  |  |        |        |
|  |                    |                |            |                 |      |             |             |             |  |  |              |              |              |  |  |        |        |
|  |                    |                |            |                 |      |             |             |             |  |  |              |              |              |  |  |        |        |
|  | Club León          | 2              | 0          |                 |      |             |             |             |  |  |              |              |              |  |  |        |        |
|  | Club León          | 2              | 0          |                 |      |             |             |             |  |  |              |              |              |  |  |        |        |
|  | Los Angeles        | 0              | 3          |                 |      |             |             |             |  |  |              |              |              |  |  |        |        |
|  | Los Angeles        | 0              | 3          | Los Angeles     |      |             |             |             |  |  |              |              |              |  |  |        |        |
|  |                    |                |            |                 |      |             |             |             |  |  |              |              |              |  |  |        |        |
|  |                    | Cruz Azul      |            |                 |      |             |             |             |  |  |              |              |              |  |  |        |        |
|  | Portmore United    | 1              | 0          |                 |      |             |             |             |  |  |              |              |              |  |  |        |        |
|  | Portmore United    | 1              | 0          |                 |      |             |             |             |  |  |              |              |              |  |  |        |        |
|  | Cruz Azul          | 2              | 4          |                 |      |             |             |             |  |  |              |              |              |  |  |        |        |
|  | Cruz Azul          | 2              | 4          |                 |      |             |             |             |  |  |              |              |              |  |  |        |        |
|  |                    |                |            |                 |      |             |             |             |  |  |              |              |              |  |  |        |        |
|  |                    |                |            |                 |      |             |             |             |  |  |              |              |              |  |  |        |        |
|  | Comunicaciones     | 1              | 1(3)       |                 |      |             |             |             |  |  |              |              |              |  |  |        |        |
|  | Comunicaciones     | 1              | 1(3)       |                 |      |             |             |             |  |  |              |              |              |  |  |        |        |
|  | Club América       | 1              | 1(5)       |                 |      |             |             |             |  |  |              |              |              |  |  |        |        |
|  | Club América       | 1              | 1(5)       | Club América    | 3    |             |             |             |  |  |              |              |              |  |  |        |        |
|  |                    |                |            | Club América    | 3    |             |             |             |  |  |              |              |              |  |  |        |        |
|  |                    | Atlanta United | 0          |                 |      |             |             |             |  |  |              |              |              |  |  |        |        |
|  | Motagua            | Atlanta United | 0          | 1               | 0    |             |             |             |  |  |              |              |              |  |  |        |        |
|  | Motagua            |                |            |                 | 0    |             |             |             |  |  |              |              |              |  |  |        |        |
|  | Atlanta United     | 1              | 3          |                 |      |             |             |             |  |  |              |              |              |  |  |        |        |
|  | Atlanta United     | 1              | 3          |                 |      |             |             |             |  |  |              |              |              |  |  |        |        |

#### Laatste 16
| Team 1             | Tot.          | Team 2           | 1e wedstr. | 2e wedstr.   |
| ------------------ | ------------- | ---------------- | ---------- | ------------ |
| Motagua            | 1 – 4         | Atlanta United   | 1 – 1      | 0 – 3        |
| Comunicaciones     | 2 – 2 (3 – 5) | Club América     | 1 – 1      | 1 – 1 (n.v.) |
| Portmore United    | 1 – 6         | Cruz Azul        | 1 – 2      | 0 – 4        |
| Club León          | 2 – 3         | Los Angeles      | 2 – 0      | 0 – 3        |
| Alianza            | 4 – 5         | Tigres UANL      | 2 – 1      | 2 – 4        |
| San Carlos         | 3 – 6         | New York City    | 3 – 5      | 0 – 1        |
| Olimpia            | 4 – 4 (4 – 2) | Seattle Sounders | 2 – 2      | 2 – 2 (n.v.) |
| Deportivo Saprissa | 2 – 2 (u)     | Montreal Impact  | 2 – 2      | 0 – 0        |

##### Wedstrijden

###### Heen- en terugwedstrijden
|                            |             |       |                 |                                                                                         |
| 18 februari 2020 22:00 uur | Motagua     | 1 – 1 | Atlanta United  | Stadion: Estadio Olímpico Metropolitano, San Pedro Sula Scheidsrechter: Adonai Escobedo |
| 18 februari 2020 22:00 uur | Moreira 33' |       | 35' J. Martínez | Stadion: Estadio Olímpico Metropolitano, San Pedro Sula Scheidsrechter: Adonai Escobedo |
| 18 februari 2020 22:00 uur |             |       |                 | Stadion: Estadio Olímpico Metropolitano, San Pedro Sula Scheidsrechter: Adonai Escobedo |
| 18 februari 2020 22:00 uur |             |       |                 | Stadion: Estadio Olímpico Metropolitano, San Pedro Sula Scheidsrechter: Adonai Escobedo |
|                            |             |       |                 |                                                                                         |

|                                                                                |                                      |       |         |                                                                                                |
| 25 februari 2020 20:00 uur                                                     | Atlanta United                       | 3 – 0 | Motagua | Stadion: Fifth Third Bank Stadium, Kennesaw Toeschouwers: 8.474 Scheidsrechter: Keylor Herrera |
| 25 februari 2020 20:00 uur                                                     | P. Martínez 40', 83' J. Martínez 61' |       |         | Stadion: Fifth Third Bank Stadium, Kennesaw Toeschouwers: 8.474 Scheidsrechter: Keylor Herrera |
| 25 februari 2020 20:00 uur                                                     |                                      |       |         | Stadion: Fifth Third Bank Stadium, Kennesaw Toeschouwers: 8.474 Scheidsrechter: Keylor Herrera |
| 25 februari 2020 20:00 uur                                                     |                                      |       |         | Stadion: Fifth Third Bank Stadium, Kennesaw Toeschouwers: 8.474 Scheidsrechter: Keylor Herrera |
| Bijz.: Atlanta United won over twee wedstrijden met een totaalscore van 1 – 4. |                                      |       |         |                                                                                                |

|                            |                |       |              |                                                                                               |
| 19 februari 2020 22:00 uur | Comunicaciones | 1 – 1 | Club América | Stadion: Estadio Nacional Doroteo Guamuch Flores, Guatemala-Stad Scheidsrechter: Jair Marrufo |
| 19 februari 2020 22:00 uur | Gordillo 81'   |       | 90' Córdova  | Stadion: Estadio Nacional Doroteo Guamuch Flores, Guatemala-Stad Scheidsrechter: Jair Marrufo |
| 19 februari 2020 22:00 uur |                |       |              | Stadion: Estadio Nacional Doroteo Guamuch Flores, Guatemala-Stad Scheidsrechter: Jair Marrufo |
| 19 februari 2020 22:00 uur |                |       |              | Stadion: Estadio Nacional Doroteo Guamuch Flores, Guatemala-Stad Scheidsrechter: Jair Marrufo |
|                            |                |       |              |                                                                                               |

| |                                           |                         |                                   |                                                                     |
| 26 februari 2020 22:00 uur | Club América                              | 1 – 1 (n.v.) 5 – 3 pen. | Comunicaciones                    | Stadion: Aztekenstadion, Mexico-Stad Scheidsrechter: Henry Bejarano |
| 26 februari 2020 22:00 uur | Aguilera 80' (pen.)                       |                         | 62' (pen.) Herrera                | Stadion: Aztekenstadion, Mexico-Stad Scheidsrechter: Henry Bejarano |
| 26 februari 2020 22:00 uur | Strafschoppen                             |                         |                                   | Stadion: Aztekenstadion, Mexico-Stad Scheidsrechter: Henry Bejarano |
| 26 februari 2020 22:00 uur | Aguilera Escoboza Valdez Ibargüen Córdova |                         | Thompson Lombardi Lezcano Herrera | Stadion: Aztekenstadion, Mexico-Stad Scheidsrechter: Henry Bejarano |
| Bijz.: Club América speelde over twee wedstrijden gelijk met een totaalscore van 2 – 2, maar won met 3 – 5 door strafschoppen. |                                           |                         |                                   |                                                                     |

|                            |                 |       |                                 |                                                                 |
| 18 februari 2020 20:00 uur | Portmore United | 1 – 2 | Cruz Azul                       | Stadion: Independence Park, Kingston Scheidsrechter: Reon Radix |
| 18 februari 2020 20:00 uur | Smith 74'       |       | 90+5' Passerini 90+9' Rodríguez | Stadion: Independence Park, Kingston Scheidsrechter: Reon Radix |
| 18 februari 2020 20:00 uur |                 |       |                                 | Stadion: Independence Park, Kingston Scheidsrechter: Reon Radix |
| 18 februari 2020 20:00 uur |                 |       |                                 | Stadion: Independence Park, Kingston Scheidsrechter: Reon Radix |
|                            |                 |       |                                 |                                                                 |

|                                                                           |                                                         |       |                 |                                                                   |
| 25 februari 2020 22:00 uur                                                | Cruz Azul                                               | 4 – 0 | Portmore United | Stadion: Aztekenstadion, Mexico-Stad Scheidsrechter: Drew Fischer |
| 25 februari 2020 22:00 uur                                                | Pineda 22' Passerini 59' Ceppelini 76' (pen.) Borja 90' |       |                 | Stadion: Aztekenstadion, Mexico-Stad Scheidsrechter: Drew Fischer |
| 25 februari 2020 22:00 uur                                                |                                                         |       |                 | Stadion: Aztekenstadion, Mexico-Stad Scheidsrechter: Drew Fischer |
| 25 februari 2020 22:00 uur                                                |                                                         |       |                 | Stadion: Aztekenstadion, Mexico-Stad Scheidsrechter: Drew Fischer |
| Bijz.: Cruz Azul won over twee wedstrijden met een totaalscore van 1 – 6. |                                                         |       |                 |                                                                   |

|                            |                      |       |             |                                                            |
| 18 februari 2020 22:00 uur | Club León            | 2 – 0 | Los Angeles | Stadion: Estadio León, León Scheidsrechter: Ismael Cornejo |
| 18 februari 2020 22:00 uur | Meneses 21' Mena 89' |       |             | Stadion: Estadio León, León Scheidsrechter: Ismael Cornejo |
| 18 februari 2020 22:00 uur |                      |       |             | Stadion: Estadio León, León Scheidsrechter: Ismael Cornejo |
| 18 februari 2020 22:00 uur |                      |       |             | Stadion: Estadio León, León Scheidsrechter: Ismael Cornejo |
|                            |                      |       |             |                                                            |

|                                                                             |                         |       |           |                                                                                |
| 27 februari 2020 22:00 uur                                                  | Los Angeles             | 3 – 0 | Club León | Stadion: Banc of California Stadium, Los Angeles Scheidsrechter: Mario Escobar |
| 27 februari 2020 22:00 uur                                                  | Vela 27', 77' Rossi 79' |       |           | Stadion: Banc of California Stadium, Los Angeles Scheidsrechter: Mario Escobar |
| 27 februari 2020 22:00 uur                                                  |                         |       |           | Stadion: Banc of California Stadium, Los Angeles Scheidsrechter: Mario Escobar |
| 27 februari 2020 22:00 uur                                                  |                         |       |           | Stadion: Banc of California Stadium, Los Angeles Scheidsrechter: Mario Escobar |
| Bijz.: Los Angeles won over twee wedstrijden met een totaalscore van 2 – 3. |                         |       |           |                                                                                |

|                            |                             |       |             |                                                                           |
| 19 februari 2020 20:00 uur | Alianza                     | 2 – 1 | Tigres UANL | Stadion: Estadio Cuscatlán, San Salvador Scheidsrechter: Daneon Parchment |
| 19 februari 2020 20:00 uur | Ponce 47' (pen.) Blanco 55' |       | 34' Sánchez | Stadion: Estadio Cuscatlán, San Salvador Scheidsrechter: Daneon Parchment |
| 19 februari 2020 20:00 uur |                             |       |             | Stadion: Estadio Cuscatlán, San Salvador Scheidsrechter: Daneon Parchment |
| 19 februari 2020 20:00 uur |                             |       |             | Stadion: Estadio Cuscatlán, San Salvador Scheidsrechter: Daneon Parchment |
|                            |                             |       |             |                                                                           |

|                                                                             |                                                  |       |                   |                                                                                        |
| 26 februari 2020 20:00 uur                                                  | Tigres UANL                                      | 4 – 2 | Alianza           | Stadion: Estadio Universitario, San Nicolás de los Garza Scheidsrechter: Saíd Martínez |
| 26 februari 2020 20:00 uur                                                  | Valencia 10' Gignac 18', 23' (pen.) Guzmán 90+4' |       | 34', 42' Portillo | Stadion: Estadio Universitario, San Nicolás de los Garza Scheidsrechter: Saíd Martínez |
| 26 februari 2020 20:00 uur                                                  |                                                  |       |                   | Stadion: Estadio Universitario, San Nicolás de los Garza Scheidsrechter: Saíd Martínez |
| 26 februari 2020 20:00 uur                                                  |                                                  |       |                   | Stadion: Estadio Universitario, San Nicolás de los Garza Scheidsrechter: Saíd Martínez |
| Bijz.: Tigres UANL won over twee wedstrijden met een totaalscore van 4 – 5. |                                                  |       |                   |                                                                                        |

|                            |                                 |       |                                                      |                                                                                     |
| 20 februari 2020 20:00 uur | San Carlos                      | 3 – 5 | New York City                                        | Stadion: Estadio Alejandro Morera Soto, Alajuela Scheidsrechter: César Arturo Ramos |
| 20 februari 2020 20:00 uur | Aguilar 45' Mena 63' Browne 79' |       | 13', 35', 52' (pen.) Héber 61' Callens 90+3' Mitriță | Stadion: Estadio Alejandro Morera Soto, Alajuela Scheidsrechter: César Arturo Ramos |
| 20 februari 2020 20:00 uur |                                 |       |                                                      | Stadion: Estadio Alejandro Morera Soto, Alajuela Scheidsrechter: César Arturo Ramos |
| 20 februari 2020 20:00 uur |                                 |       |                                                      | Stadion: Estadio Alejandro Morera Soto, Alajuela Scheidsrechter: César Arturo Ramos |
|                            |                                 |       |                                                      |                                                                                     |

|                                                                               |               |       |            |                                                              |
| 26 februari 2020 18:00 uur                                                    | New York City | 1 – 0 | San Carlos | Stadion: Red Bull Arena, Harrison Scheidsrechter: John Pitti |
| 26 februari 2020 18:00 uur                                                    | Callens 41'   |       |            | Stadion: Red Bull Arena, Harrison Scheidsrechter: John Pitti |
| 26 februari 2020 18:00 uur                                                    |               |       |            | Stadion: Red Bull Arena, Harrison Scheidsrechter: John Pitti |
| 26 februari 2020 18:00 uur                                                    |               |       |            | Stadion: Red Bull Arena, Harrison Scheidsrechter: John Pitti |
| Bijz.: New York City won over twee wedstrijden met een totaalscore van 3 – 6. |               |       |            |                                                              |

|                            |                   |       |                          |                                                                                               |
| 20 februari 2020 22:00 uur | Olimpia           | 2 – 2 | Seattle Sounders         | Stadion: Estadio Olímpico Metropolitano, San Pedro Sula Scheidsrechter: Juan Gabriel Calderón |
| 20 februari 2020 22:00 uur | Arboleda 63', 81' |       | 6' João Paulo 54' Morris | Stadion: Estadio Olímpico Metropolitano, San Pedro Sula Scheidsrechter: Juan Gabriel Calderón |
| 20 februari 2020 22:00 uur |                   |       |                          | Stadion: Estadio Olímpico Metropolitano, San Pedro Sula Scheidsrechter: Juan Gabriel Calderón |
| 20 februari 2020 22:00 uur |                   |       |                          | Stadion: Estadio Olímpico Metropolitano, San Pedro Sula Scheidsrechter: Juan Gabriel Calderón |
|                            |                   |       |                          |                                                                                               |

| |                                   |                         |                                     |                                                                 |
| 27 februari 2020 22:00 uur                                                                                                | Seattle Sounders                  | 2 – 2 (n.v.) 2 – 4 pen. | Olimpia                             | Stadion: CenturyLink Field, Seattle Scheidsrechter: Iván Barton |
| 27 februari 2020 22:00 uur                                                                                                | Roldan 21' João Paulo 64'         |                         | 4' Oliva 86' Pineda                 | Stadion: CenturyLink Field, Seattle Scheidsrechter: Iván Barton |
| 27 februari 2020 22:00 uur                                                                                                | Strafschoppen                     |                         |                                     | Stadion: CenturyLink Field, Seattle Scheidsrechter: Iván Barton |
| 27 februari 2020 22:00 uur                                                                                                | Ruidíaz João Paulo Roldan Leerdam |                         | Arboleda Benguche Rodríguez Leverón | Stadion: CenturyLink Field, Seattle Scheidsrechter: Iván Barton |
| Bijz.: Olimpia speelde over twee wedstrijden gelijk met een totaalscore van 4 – 4, maar won met 2 – 4 door strafschoppen. |                                   |                         |                                     |                                                                 |

|                            |                           |       |                         |                                                                          |
| 19 februari 2020 20:00 uur | Deportivo Saprissa        | 2 – 2 | Montreal Impact         | Stadion: Estadio Ricardo Saprissa, San José Scheidsrechter: Kimbell Ward |
| 19 februari 2020 20:00 uur | Venegas 80' Rodríguez 90' |       | 12' Okwonkwo 22' Quioto | Stadion: Estadio Ricardo Saprissa, San José Scheidsrechter: Kimbell Ward |
| 19 februari 2020 20:00 uur |                           |       |                         | Stadion: Estadio Ricardo Saprissa, San José Scheidsrechter: Kimbell Ward |
| 19 februari 2020 20:00 uur |                           |       |                         | Stadion: Estadio Ricardo Saprissa, San José Scheidsrechter: Kimbell Ward |
|                            |                           |       |                         |                                                                          |

| |                 |       |                    |                                                                      |
| 26 februari 2020 20:00 uur                                                                                                | Montreal Impact | 0 – 0 | Deportivo Saprissa | Stadion: Olympic Stadium, Montreal Scheidsrechter: Fernando Guerrero |
| 26 februari 2020 20:00 uur                                                                                                |                 |       |                    | Stadion: Olympic Stadium, Montreal Scheidsrechter: Fernando Guerrero |
| 26 februari 2020 20:00 uur                                                                                                |                 |       |                    | Stadion: Olympic Stadium, Montreal Scheidsrechter: Fernando Guerrero |
| 26 februari 2020 20:00 uur                                                                                                |                 |       |                    | Stadion: Olympic Stadium, Montreal Scheidsrechter: Fernando Guerrero |
| Bijz.: Montreal Impact speelde over twee wedstrijden gelijk met een totaalscore van 2 – 2, maar won door het uitdoelpunt. |                 |       |                    |                                                                      |

#### Kwartfinales
| Team 1          | Tot.    | Team 2         | 1e wedstr. | 2e wedstr. |
| --------------- | ------- | -------------- | ---------- | ---------- |
| Club América    | 3-1     | Atlanta United | 3–0        | 0-1        |
| Los Angeles     | 2-1     | Cruz Azul      | 2-1        | n/a        |
| New York City   | 0-5     | Tigres UANL    | 0-1        | 0-4        |
| Montreal Impact | 2-2 (U) | Olimpia        | 1-2        | 1-0        |

##### Wedstrijden

###### Heen- en terugwedstrijden
|                         |                                    |      |                |                                                                                                |
| 11 maart 2020 22:30 uur | Club América                       | 3– 0 | Atlanta United | Stadion: Aztekenstadion, Mexico-Stad Toeschouwers: 20.731 Scheidsrechter: John Pitti ( Panama) |
| 11 maart 2020 22:30 uur | - Suárez 11' Martín 13' Valdez 36' |      |                | Stadion: Aztekenstadion, Mexico-Stad Toeschouwers: 20.731 Scheidsrechter: John Pitti ( Panama) |
| 11 maart 2020 22:30 uur |                                    |      |                | Stadion: Aztekenstadion, Mexico-Stad Toeschouwers: 20.731 Scheidsrechter: John Pitti ( Panama) |
| 11 maart 2020 22:30 uur |                                    |      |                | Stadion: Aztekenstadion, Mexico-Stad Toeschouwers: 20.731 Scheidsrechter: John Pitti ( Panama) |
|                         |                                    |      |                |                                                                                                |

|                            |                |     |              |                                                    |
| 16 december 2020 20:00 uur | Atlanta United | 1-0 | Club América | Stadion: Exploria Stadium, Orlando Toeschouwers: 0 |
| 16 december 2020 20:00 uur | Conway 82'     |     |              | Stadion: Exploria Stadium, Orlando Toeschouwers: 0 |
| 16 december 2020 20:00 uur |                |     |              | Stadion: Exploria Stadium, Orlando Toeschouwers: 0 |
| 16 december 2020 20:00 uur |                |     |              | Stadion: Exploria Stadium, Orlando Toeschouwers: 0 |
| Bijz.:                     |                |     |              |                                                    |

|                        |                           |     |                  |                                                    |
| 16 december 2020 22:30 | Los Angeles               | 2-1 | Cruz Azul        | Stadion: Exploria Stadium, Orlando Toeschouwers: 0 |
| 16 december 2020 22:30 | Vela 38' (pen.) Opoku 71' |     | Yotún 15' (pen.) | Stadion: Exploria Stadium, Orlando Toeschouwers: 0 |
| 16 december 2020 22:30 |                           |     |                  | Stadion: Exploria Stadium, Orlando Toeschouwers: 0 |
| 16 december 2020 22:30 |                           |     |                  | Stadion: Exploria Stadium, Orlando Toeschouwers: 0 |
| Bijz.:                 |                           |     |                  |                                                    |

|                         |               |              |             | |
| 11 maart 2020 20:00 uur | New York City | 0– 1         | Tigres UANL | Stadion: Red Bull Arena, Harrison attendance = 10,212 Scheidsrechter: Juan Gabriel Calderón ( Costa Rica) |
| 11 maart 2020 20:00 uur |               | Vargas 90+3' |             | Stadion: Red Bull Arena, Harrison attendance = 10,212 Scheidsrechter: Juan Gabriel Calderón ( Costa Rica) |
| 11 maart 2020 20:00 uur |               |              |             | Stadion: Red Bull Arena, Harrison attendance = 10,212 Scheidsrechter: Juan Gabriel Calderón ( Costa Rica) |
| 11 maart 2020 20:00 uur |               |              |             | Stadion: Red Bull Arena, Harrison attendance = 10,212 Scheidsrechter: Juan Gabriel Calderón ( Costa Rica) |
|                         |               |              |             | |

|                            |                                                 |     |               |                                                    |
| 15 december 2020 22:30 uur | Tigres UANL                                     | 4-0 | New York City | Stadion: Exploria Stadium, Orlando Toeschouwers: 0 |
| 15 december 2020 22:30 uur | Gignac 30' Fernández 49' Carioca 64' Aquino 85' |     |               | Stadion: Exploria Stadium, Orlando Toeschouwers: 0 |
| 15 december 2020 22:30 uur |                                                 |     |               | Stadion: Exploria Stadium, Orlando Toeschouwers: 0 |
| 15 december 2020 22:30 uur |                                                 |     |               | Stadion: Exploria Stadium, Orlando Toeschouwers: 0 |
| Bijz.:                     |                                                 |     |               |                                                    |

|                         |                 |       |                           | |
| 10 maart 2020 20:00 uur | Montreal Impact | 1 – 2 | Olimpia                   | Stadion: Olympic Stadium, Montreal Toeschouwers: 22.704 Scheidsrechter: Adonai Escobedo ( Mexico) = |
| 10 maart 2020 20:00 uur | Taïder 47'      |       | Bengtson 15' Benguché 41' | Stadion: Olympic Stadium, Montreal Toeschouwers: 22.704 Scheidsrechter: Adonai Escobedo ( Mexico) = |
| 10 maart 2020 20:00 uur |                 |       |                           | Stadion: Olympic Stadium, Montreal Toeschouwers: 22.704 Scheidsrechter: Adonai Escobedo ( Mexico) = |
| 10 maart 2020 20:00 uur |                 |       |                           | Stadion: Olympic Stadium, Montreal Toeschouwers: 22.704 Scheidsrechter: Adonai Escobedo ( Mexico) = |
|                         |                 |       |                           | |

|                        |         |            |                 |                                                    |
| 15 december 2020 20:00 | Olimpia | 0-1        | Montreal Impact | Stadion: Exploria Stadium, Orlando Toeschouwers: 0 |
| 15 december 2020 20:00 |         | Sejdič 57' |                 | Stadion: Exploria Stadium, Orlando Toeschouwers: 0 |
| 15 december 2020 20:00 |         |            |                 | Stadion: Exploria Stadium, Orlando Toeschouwers: 0 |
| 15 december 2020 20:00 |         |            |                 | Stadion: Exploria Stadium, Orlando Toeschouwers: 0 |
| Bijz.:                 |         |            |                 |                                                    |

#### Halve finales
| Team 1         | Res. | Team 2  |
| -------------- | ---- | ------- |
| UANL           | 3-0  | Olimpia |
| Los Angeles FC | 3-1  | América |

|                        |                                                  |     |         |                                                                                      |
| 19 december 2020 20:00 | UANL                                             | 3–0 | Olimpia | Exploria Stadium, Orlando Toeschouwers: 0 Scheidsrechter: Iván Barton ( El Salvador) |
| 19 december 2020 20:00 | Gignac 45+4' (pen.), 57' (pen.) Oliva 78' (e.d.) |     |         | Exploria Stadium, Orlando Toeschouwers: 0 Scheidsrechter: Iván Barton ( El Salvador) |

|                        |                              |     |             |                                                                                               |
| 19 december 2020 22:30 | Los Angeles FC               | 3–1 | América     | Exploria Stadium, Orlando Toeschouwers: 0 Scheidsrechter: Juan Gabriel Calderón ( Costa Rica) |
| 19 december 2020 22:30 | Vela 46', 47' Blessing 90+5' |     | Cáceres 12' | Exploria Stadium, Orlando Toeschouwers: 0 Scheidsrechter: Juan Gabriel Calderón ( Costa Rica) |

#### Finale
|                        |                      |     |                |                                                                                      |
| 22 december 2020 22:00 | UANL                 | 2-1 | Los Angeles FC | Exploria Stadium, Orlando Toeschouwers: 0 Scheidsrechter: Mario Escobar ( Guatemala) |
| 22 december 2020 22:00 | Ayala 72' Gignac 84' |     | Rossi 61'      | Exploria Stadium, Orlando Toeschouwers: 0 Scheidsrechter: Mario Escobar ( Guatemala) |